# Messerschmitt P.160
Die Messerschmitt P.160 war der Entwurf eines zweistrahligen Kurzstreckenverkehrsflugzeugs der deutschen Messerschmitt AG aus den 1960er Jahren.

## Geschichte
Anfang der 1960er Jahre waren bereits Verkehrsflugzeuge mit Strahltriebwerken für Langstrecken (Boeing 707, Douglas DC-8 und Convair CV-880) im Einsatz, die Einführung von strahlgetriebenen Verkehrsflugzeugen für Mittelstrecken (BAC 1-11, Douglas DC-9 und Fokker F28) stand kurz bevor. Messerschmitt rechnete sich Marktchancen für ein Passagierflugzeug unterhalb dieser Größenordnung aus. Das Flugzeug sollte 40–60 Passagiere über maximal 2500 km befördern. Die direkten Betriebskosten sollten bei Strecken von 250 bis 1500 km ein Minimum erreichen. Das Flugzeug war vor allem als Ablösung der Convair CV-240 und deren Nachfolgern sowie der Vickers Viscount gedacht. Messerschmitt rechnete mit Entwicklungskosten von 60 bis 80 Mio. DM, die Gewinnschwelle wurde bei ca. 100 verkauften Maschinen gesehen.
Das Flugzeug hätte auch als Kurzstrecken-Transporter mit 7 t Nutzlast eingesetzt werden können.
Das Projekt wurde wie auch das Mehrzweckflugzeug P.141 oder das Geschäftsreiseflugzeug Me 308 nicht verwirklicht.

## Konstruktion
Die P.160 wurde als zweistrahliger Tiefdecker mit leicht gepfeilten Tragflächen und T-Leitwerk entwickelt. Vorgesehen war ein einziehbares Bugradfahrwerk mit Doppelbereifung. Die Kabine hätte einen Mittelgang und zwei Sitze auf jeder Seite erhalten. Die beiden Zweistromtriebwerke sollten seitlich am Heck angeordnet werden. Äußerlich hätte das Flugzeug der BAC 1-11 und der DC-9 geähnelt.

## Technische Daten
| Kenngröße             | Daten                           |
| --------------------- | ------------------------------- |
| Besatzung             | 3                               |
| Passagiere            | max. 60                         |
| Länge                 | 22,30 m                         |
| Spannweite            | 18,30 m                         |
| Flügelfläche          | 47,60 m²                        |
| Flügelstreckung       | 7,0                             |
| Leermasse             |                                 |
| Startmasse            | 19.000 kg                       |
| Reisegeschwindigkeit  | 890 km/h                        |
| Höchstgeschwindigkeit |                                 |
| Dienstgipfelhöhe      |                                 |
| Reichweite            | max. 2200 km bei 42 Passagieren |
| Startstrecke          | 1600 m                          |
| Landestrecke          | 950 m                           |
| Triebwerke            | 2 × MAN-RB 153-Civil            |